# Michelle Suárez
Michelle Suárez Bértora (Salinas, 21 de febrero de 1984-Montevideo, 22 de abril de 2022) fue una activista, conferencista, política uruguaya.

## Biografía
Cursó sus estudios secundarios en el Liceo de Salinas. Fue la primera transexual que logró un título universitario en Uruguay al graduarse como abogada de la Facultad de Derecho de la Universidad de la República en 2010.
Realizó su carrera con otra identidad y se recibió con una entrega de diploma bajo la identidad femenina. Para cambiar su escolaridad, realizó un petitorio, no solo de cambiar la escolaridad, sino de cambiar el título con su nuevo nombre legal, generando así un precedente en la Universidad de la República.
Además de trabajar independientemente, fue integrante y asesora del área jurídica de la organización uruguaya Ovejas Negras, también conferencista. Desde marzo de 2014 integró el partido político Frente Amplio.
En 2012 la ONG Mujer y Salud en Uruguay (MYSU) publicó su libro Hacia una igualdad sustantiva, realidades y perspectivas de la normativa vigente para la inclusión social de la diversidad sexual, con prólogo de Lilián Abracinskas. La edición tuvo el apoyo del Fondo Mundial para la lucha contra el sida, la tuberculosis y la malaria.

### Ámbito político
Fue la primera política transgénero en ser electa senadora suplente por el Partido Comunista de Uruguay. Asimismo, se convirtió en la primera legisladora transgénero de un cuerpo legislativo del Cono Sur.[cita requerida]
El 9 de octubre de 2017, ante la renuncia de Marcos Carámbula, Suárez asume como senadora titular. Al mes siguiente es llamada a declarar en la justicia penal, por un caso de falsificación.
Debido a este caso, en diciembre de 2017 presentó su renuncia al senado.

#### Sentencia
El 17 de abril de 2018 fue procesada con dos años de prisión domiciliaria y dos años de prisión vigilada por falsificación y estafa. Se le atribuyeron cuatro delitos de falsificación y adulteración de documento privado, con un delito de estafa, un delito de falso testimonio y un delito de falsificación y adulteración de documento privado. Suárez cumplió prisión domiciliaria desde el 18 de abril de 2018.
Falleció el 23 de abril de 2022 a los 38 años, de un infarto en Montevideo.